# 2554 Скіфф
2554 Скіфф (2554 Skiff) — астероїд головного поясу, відкритий 17 липня 1980 року.
Тіссеранів параметр щодо Юпітера — 3,598.